# Moritz Heyne

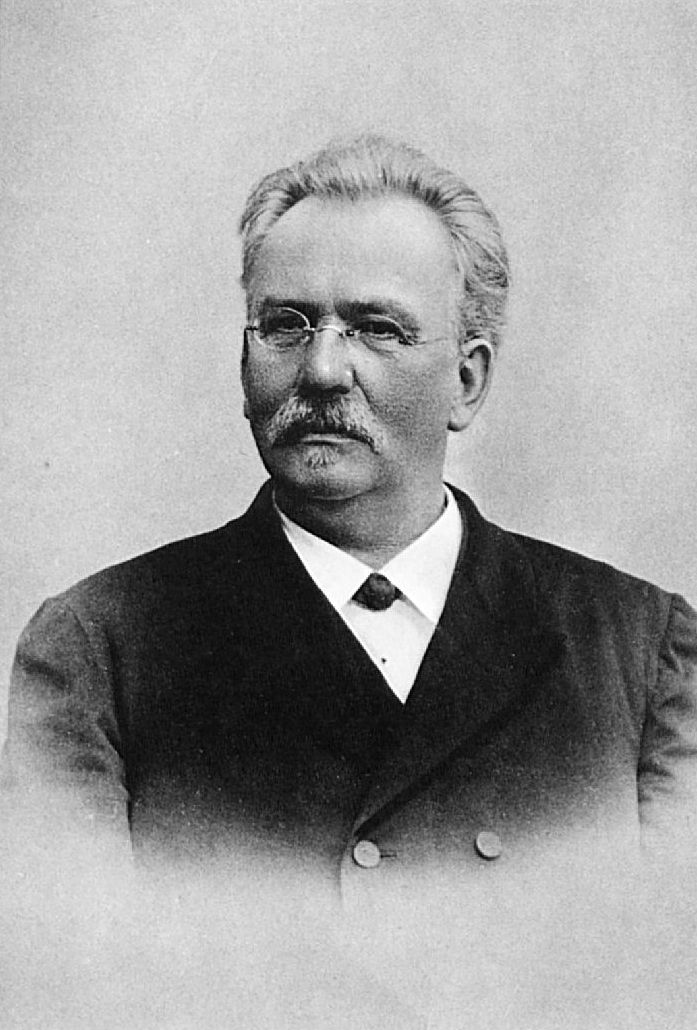
Moritz Heyne

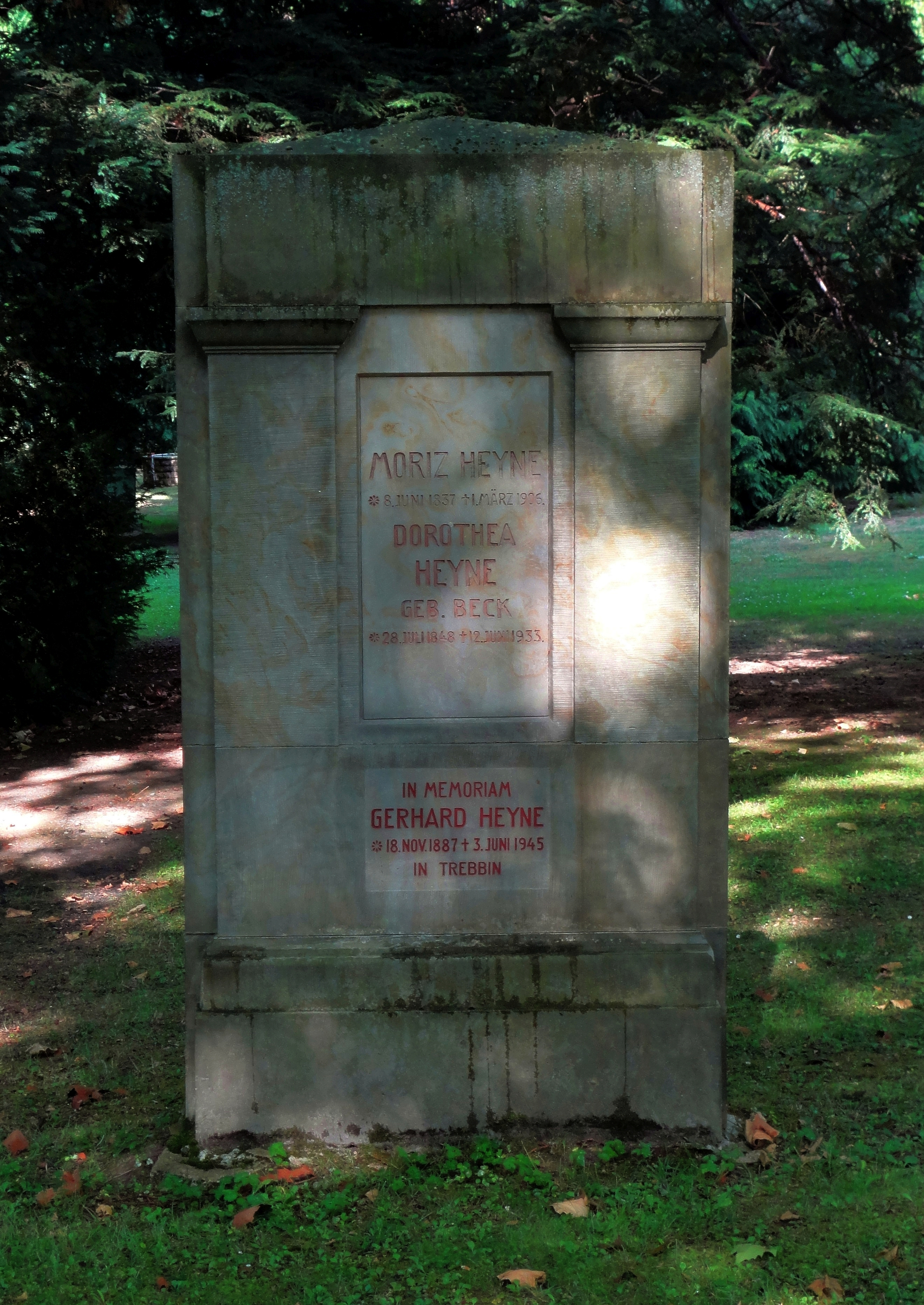
Stadtfriedhof Göttingen, Grab Heyne

Moritz Heyne – auch Moriz Heyne geschrieben – (* 8. Juni 1837 in Weißenfels; † 1. März 1906 in Göttingen) war ein deutscher germanistischer Mediävist und Lexikograph.

## Leben
Moritz Heyne war der Sohn eines Seilermeisters. Nach seiner Schulzeit an der Lateinschule in Halle/Saale, die er nach der Primarreife aus finanziellen Gründen vorzeitig verließ, war er 1857 bis 1860 im „Kanzleidienst“ in der Justizverwaltung tätig, bis er als Autodidakt die Zulassung zum Studium an der Universität Halle schaffte. Dort studierte er von 1860 bis 1863 Germanistik, Geschichte und Altphilologie. Er wurde 1863 mit einer textkritischen Ausgabe des Beowulf promoviert. 1864 habilitierte er sich und war in Halle als Privatdozent tätig.
1869 erhielt er einen Ruf auf den Lehrstuhl für Germanistik an die Universität Basel und wurde 1870 Nachfolger des Ordinarius Wilhelm Wackernagel (1806–1869). Heyne wurde zudem Vorsteher der Kommission für die Mittelalterliche Sammlung, aus der später das Historische Museum Basel hervorging.
Im Jahr 1883 wechselt Heyne an die Universität Göttingen auf die eigens für ihn geschaffene Professur, um ausschließlich die seit 1867 begonnene Arbeit mit Jakob Grimm an der Herausgabe von dessen Deutschem Wörterbuch weiterzuverfolgen. Verantwortlich war er für die Bände 4.2, 6, 8, 9 und 10.1.
Zwischen 1890 und 1895 gab Heyne selbst ein dreibändiges Deutsches Wörterbuch heraus. Er war 1889 Begründer der Städtischen Altertumssammlung in Göttingen, des heutigen Städtischen Museums, und leitete die Sammlung bis zu seinem Tod.
Heyne war Freimaurer. Im Jahr 1869 wurde er Mitglied der Loge Zu den drei Degen in Halle, 1871 der Loge Zur Freundschaft und Beständigkeit in Basel und 1884 der Loge Augusta zum goldenen Zirkel in Göttingen; in letztgenannter Loge übernahm er 1887 das Amt des Meisters vom Stuhl. 1906 wurde er emeritiert.

## Ehrungen und Andenken
Moritz Heyne wurde 1873 zum Ehrenbürger der Stadt Basel ernannt.
In Göttingen befindet sich seit 1953 eine Göttinger Gedenktafel, die an seinem 1885 erbauten Wohnhaus in der Wöhlerstraße 6 angebracht ist.

## Schriften (Auswahl)
- Laut- und Flexionslehre der altgermanischen Dialekte, 1862 (1. Aufl. , 2. Aufl. 1970, 3. Aufl. 1874 und 1880)
- Beovulf. Mit ausführlichem Glossar herausgegeben, Paderborn 1863 ()
  - Beóvulf. Mit ausführlichem Glossar herausgegeben, 3. Aufl., Paderborn 1873 (); 5. Aufl., besorgt von Adolf Socin, Paderborn u. Münster 1888 (); 6. Aufl., besorgt von Adolf Socin, Paderborn 1898 ()
  - Beowulf. Angelsächsisches Heldengedicht übertragen, 2. Aufl., Paderborn 1898 (ULB Münster)
- Heliand, 1866
- Deutsches Wörterbuch, 3 Bände. Leipzig 1890–1895 (Band 1, Band 2, Band 3 bei Google Bücher)
- Ruodlieb, 1897 (Übersetzung)
- Altdt.-lat. Spielmannsgedichte des 10. Jahrhunderts, 1900 (Übersetzung)
- Fünf Bücher deutscher Hausaltertümer von den ältesten geschichtlichen Zeiten bis zum 16. Jahrhundert. Ein Lehrbuch: 1. Band: Das deutsche Wohnungswesen, Leipzig 1899; 2. Band: Das deutsche Nahrungswesen, ebenda 1901; 3. Band: Körperpflege und Kleidung bei den Deutschen von den ältesten geschichtlichen Zeiten bis zum 16. Jahrhundert, ebenda 1903 [der projektierte Band 4 ist nur noch teilweise und Band 5 nicht mehr erschienen]
  - Das altdeutsche Handwerk. Trübner, Straßburg 1908 (postum herausgegeben von Bruno Crome. Das Werk bildet den ersten Abschnitt des 4. Bandes der Fünf Bücher deutscher Hausaltertümer).